# No Limit (canción de G-Eazy)
«No Limit» es una canción del rapero estadounidense G-Eazy, que cuenta con la colaboración de ASAP Rocky y Cardi B. Fue lanzada el 8 de septiembre de 2017 como primer sencillo del tercer álbum de estudio de G-Eazy, The Beautiful & Damned (2017). El tema fue escrito en conjunto por los tres intérpretes, así como por Boi-1da y Allen Ritter, quienes también lo produjeron.
Comercialmente, la canción fue un éxito en los Estados Unidos, luego de haber alcanzado la cuarta posición del Billboard Hot 100, siendo la canción mejor posicionada de G-Eazy y Rocky, además de haber sido el segundo top 10 consecutivo de Cardi. Además, fue certificado platino por la RIAA tras haber vendido más de un millón de unidades en el país. Asimismo, ingresó al top 40 en Australia, Canadá y Nueva Zelanda. Su videoclip oficial, el cual estuvo dirigido por Daniel Cz, fue lanzado oficialmente el 19 de diciembre de 2017 y cuenta con Rocky y Cardi, así como con French Montana, Juicy J y Belly, quienes colaboran en la remezcla de la canción.

## Antecedentes y composición
El 30 de agosto de 2017, G-Eazy y Cardi B interpretaron la canción de forma sorpresa durante un concierto en Nueva Orleans. Durante una entrevista con la revista Uproxx, G-Eazy comentó que la idea de la colaboración surgió inmediatamente luego de ver el impacto que Cardi estaba teniendo con «Bodak Yellow», pues el rapero se sintió atraído por su energía y su actitud despreocupada y osada. Por ello, pensó que sería buena estrategia incluirla para conectar con el público. Posteriormente, en una entrevista con el canal Fuse, G-Eazy aseguró que durante las grabaciones de su álbum The Beautiful & Damned, el rapero ASAP Rocky se encontraba grabando en el estudio que estaba al lado del suyo. Después de que Rocky pasara a saludar, G-Eazy le propuso que realizaran una colaboración e invitaron a Cardi para que grabara un verso. Al respecto, G-Eazy explicó que «No Limit» fue la canción perfecta para trabajar con ambos pues su letra relataba lo que los tres estaban pasando en ese momento y se grabó en un buen momento de sus carreras.
«No Limit» es una canción hip hop y es la séptima pista de la edición estándar del álbum de G-Eazy, The Beautiful & Damned (2017). En la versión incluida en el disco, tiene una duración de 4 minutos con 5 segundos, mientras que la versión comercial lanzada como sencillo tiene una duración de 3 minutos con 34 segundos. Fue escrita en conjunto por G-Eazy, ASAP Rocky y Cardi B, en compañía de Boi-1da y Allen Ritter, quienes también se encargaron de producirla.

## Recibimiento comercial
En los Estados Unidos, «No Limit» debutó en la posición 85 del Billboard Hot 100 durante la semana del 19 de septiembre de 2017. Posteriormente, la canción fue ascendiendo rápidamente dentro del listado y en la semana del 5 de noviembre alcanzó la posición 24. Esa semana, subió a la décima casilla del Hot R&B/Hip-Hop Songs, y con «Bodak Yellow» en la segunda y «MotorSport» en la quinta, Cardi se convirtió en la primera artista femenina de la historia en tener tres canciones simultáneamente dentro de los diez primeros. Solo cuatro semanas después, «No Limit» ingresó a los diez primeros del Billboard Hot 100 subiendo a la octava posición, dando a G-Eazy y Cardi su segundo top 10, mientras que a Rocky el tercero. Dicha semana, la canción se mantuvo en su mejor posición dentro del Streaming Songs, ubicando la sexta posición con 22 millones de streams, además de ascender al 18 del Digital Songs con 16 mil copias vendidas. Asimismo, se disparó dentro del conteo Radio Songs saltando desde el puesto 21 hasta el 13 con una audiencia radial de 54 millones de oyentes. Además, la Recording Industry Association of America (RIAA) la certificó con disco de platino tras exceder el millón de unidades vendidas en los Estados Unidos.
Dos semanas después de ingresar a los diez primeros, «No Limit» subió hasta el puesto número 5 del Billboard Hot 100, impulsada por el estreno de su videoclip y el lanzamiento de The Beautiful & Damned (2017). Con ello, G-Eazy consiguió su mejor posición en el listado, mientras que ASAP Rocky igualó su mejor marca luego de haber llegado también a la quinta posición con el tema «Good for You» junto a Selena Gomez en 2015. Además, Cardi obtuvo su segundo top 5 consecutivo, siendo la segunda rapera en la historia en ingresar a los cinco primeros con sus dos primeras canciones, tras Iggy Azalea. A la semana siguiente, «No Limit» subió al puesto número 4, marcando la mejor posición obtenida por G-Eazy y Rocky en el listado. Asimismo, con «MotorSport» en la posición 7 y «Bodak Yellow» en la 10, Cardi se convirtió en la tercera artista de la historia en posicionar sus tres primeras canciones en los diez primeros del conteo simultáneamente, solo después de The Beatles (1964) y Ashanti (2002). También fue la decimoquinta artista en colocar tres canciones simultáneamente y la quinta mujer. Su ascenso en la lista se debió principalmente a 34.2 millones de streams recibidos en la semana, con los cuales también subió al puesto 4 del Streaming Songs, siendo su mejor posición hasta el momento.

## Posicionamiento en listas

### Semanales
| Australia      | Australian Singles Chart | 43 |
| Austria        | Ö3 Austria Top 40        | 60 |
| Canadá         | Canadian Hot 100         | 7  |
| Estados Unidos | Billboard Hot 100        | 4  |
| Estados Unidos | Digital Songs            | 16 |
| Estados Unidos | Radio Songs              | 12 |
| Estados Unidos | Streaming Songs          | 3  |
| Estados Unidos | Pop Songs                | 40 |
| Estados Unidos | Hot Rap Songs            | 2  |
| Estados Unidos | Hot R&B/Hip-Hop Songs    | 2  |
| Estados Unidos | Rhythmic                 | 1  |
| Irlanda        | Irish Singles Chart      | 61 |
| Nueva Zelanda  | NZ Top 40 Singles Chart  | 21 |
| Países Bajos   | Single Top 100           | 56 |
| Reino Unido    | UK Singles Chart         | 45 |
| Suecia         | Swedish Singles Chart    | 57 |
| Suiza          | Swiss Singles Chart      | 54 |

### Sucesión en listas
| Predecesor: «Rockstar» de Post Malone con 21 Savage | Rhythmic — Sencillo número 1 16 de diciembre de 2017 — 30 de diciembre de 2017 | Sucesor: «LOVE.» de Kendrick Lamar |

### Certificaciones
| País           | Organismo certificador | Certificación | Ventas certificadas | Ref.   |
| -------------- | ---------------------- | ------------- | ------------------- | ------ |
| Australia      | ARIA                   | Platino       | 70 000              | [ 20 ] |
| Canadá         | CRIA                   | 4× Platino    | 320 000             | [ 21 ] |
| Estados Unidos | RIAA                   | 5× Platino    | 5 000               | [ 3 ]  |
| Nueva Zelanda  | RIANZ                  | Oro           | 15 000              | [ 22 ] |
| Reino Unido    | BPI                    | Plata         | 200 000             | [ 23 ] |

## Premios y nominaciones
| Año  | Premiación                        | Categoría               | Resultado | Ref.   |
| ---- | --------------------------------- | ----------------------- | --------- | ------ |
| 2019 | ASCAP Pop Music Awards            | Reconocimiento especial | Ganador   | [ 24 ] |
| 2019 | ASCAP Rhythmn & Soul Music Awards | Reconocimiento especial | Ganador   | [ 25 ] |